# Soumeya Anane
Soumeya Anane (* 8. September 1993 in Coventry) ist eine britische Tennisspielerin.

## Karriere
Anane begann mit sieben Jahren mit dem Tennisspielen und bevorzugt Hartplätze. Sie spielt vorwiegend Turniere auf der ITF Women’s World Tennis Tour, wo sie bislang zwei Titel im Doppel gewann.

### College Tennis
2012 bis 2016 spielte sie für das Damentennisteam der Spartans der University of North Carolina at Greensboro.

## Turniersiege

### Doppel
| Nr. | Datum         | Turnier  | Kategorie   | Belag | Partnerin        | Finalgegnerinnen                   | Ergebnis         |
| --- | ------------- | -------- | ----------- | ----- | ---------------- | ---------------------------------- | ---------------- |
| 1.  | 14. Juli 2018 | Bukarest | ITF $15.000 | Sand  | Elaine Genovese  | Ioana Gaspar Camelia-Elena Hristea | 6:4, 3:6, [10:2] |
| 2.  | 20. Juli 2018 | Baja     | ITF $15.000 | Sand  | Julia Kimmelmann | Elena-Teodora Cadar Cristina Ene   | 6:3, 6:2         |